# Торн, Уильям (хронист)

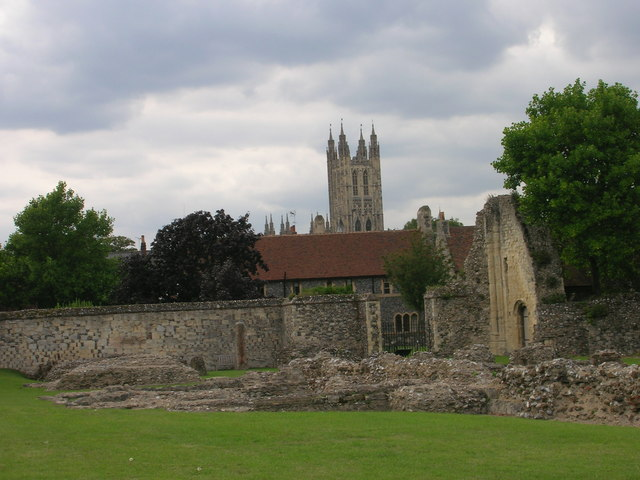
Руины аббатства Св. Августина в Кентербери

Уильям Торн (англ. William Thorne, лат. Guilielmus Thorn Cantuariensis, ум. в 1397 году) — английский хронист, монах-бенедиктинец, летописец аббатства Св. Августина в Кентербери.

## Биография
Сведения о происхождении и дате его рождения отсутствуют. Его фамилия свидетельствует о возможном происхождении из одного из двух одноимённых приходов в Сомерсете и Западном Йоркшире, фигурирующих уже в «Книге Страшного Суда» (1086), но никаких документальных подтверждений тому нет. В 1380-е годы он числился монахом бенедиктинского аббатства Св. Августина в Кентербери.
19 апреля 1387 года был послан в качестве проктора ко двору римского папы Урбана VI, чтобы получить подтверждение для избрания нового настоятеля обители. Задержавшись на восемь дней в Оруэлле (Кембриджшир), смог отплыть из Англии лишь 5 мая, и 11 июня добрался до Лукки (Тоскана).
Затем последовал за папой Римским из Лукки в Перуджу и Рим, куда добирался более года. Не сумев получить от папы разрешения на поставление, в результате чего новому настоятелю лично пришлось отправиться к понтифику, Торн дал подробный отчёт о своей миссии, в котором отрицательно отзывался о папской курии.
В то же время, он сумел восстановить права своего монастыря на владение в Литтлборне (Кент), покровительство над которым перешло к монастырю Св. Марии де Монте Миртето ордена Флоры в епархии Веллетри. Он завершил свою миссию в январе 1390 года, и, по возвращении в Англию, встретился 5 апреля с королем Ричардом II в Лэнгли.
Умер в 1397 году в аббатстве Св. Августина в Кентербери.

## Сочинения
Составил подробную латинскую хронику аббатства Св. Августина в Кентербери (лат. Chronica de reba gestis abbatum S. Augustini Cantuariae), начиная с основания его в 598 году до 1397 года.
Основным источником сведений о событиях до 1228 года послужила для Торна хроника монаха аббатства Св. Августина Томаса Спротта (ум. 1292). При работе над последними разделами своей летописи Торн пользовался записями продолжателей Спротта, а также, возможно, материалами монастырского архива.
Анализ текста сочинения Торна показывает, что его больше интересовали хозяйственные и юридические вопросы, нежели события церковной и мировой истории, за исключением легендарного рассказа об основании Кентерберийского аббатства Св. Августином. Центральное место занимают описания монастырских земель, различных тяжб и судебных разбирательств, и даже в сообщениях о внутренней жизни обители автор весьма лаконичен.
Хроника Уильяма Торна сохранилась в двух рукописях из собраний Колледжа Корпус-Кристи Кембриджского университета (MS 189) и Британской библиотеки (Add. MS 53710). Впервые она была издана в 1652 году Роджером Твисденом в его сборнике 10-ти средневековых английских летописей Historiae Anglicanae Scriptores Decem. Комментированное научное издание хроники было выпущено в 1934 году в Оксфорде Бэзилом Блэквеллом под редакцией историка-медиевиста, профессора Лидсского университета Александра Гамильтона Томпсона.